# واشزلبورگ
واشزلبورگ (به آلمانی: Wechselburg) یک شهر در آلمان است که در میتل‌زاکسن واقع شده‌است. واشزلبورگ  ۲٬۱۷۱ نفر جمعیت دارد.